# Final da Taça dos Clubes Campeões Europeus de 1966-67
A Final da Taça dos Clubes Campeões Europeus de 1966-67 foi uma partida de futebol entre a equipe italiana da Inter de Milão e o time escocês Celtic que ocorreu no Estádio Nacional em Lisboa, Portugal, em 25 de maio de 1967, em frente a uma multidão de 45 mil pessoas. A partida foi a primeira final europeia do Celtic e a terceira da Inter de Milão; eles ganharam o torneio em dois dos três anos anteriores.
A Inter de Milão abriu o placar aos sete minutos em um pênalti convertido por Sandro Mazzola, o Celtic igualou o placar com Tommy Gemmell aos 63 minutos. Stevie Chalmers colocou a equipa do Celtic em vantagem aos 84 minutos. 
A partida terminou 2-1 para o Celtic. Foi dito pelos jornais que foi uma vitória para o futebol, porque o futebol atacante do Celtic superou o estilo defensivo do "catenaccio" da Inter de Milão, que foi considerado uma maneira menos atraente de jogar. 
O treinador do Celtic, Jock Stein, e a equipe receberam aclamação após o jogo e receberam o apelido de Leões de Lisboa; considerado o maior feito da história do clube.

## Chegando a Final

### Celtic
| Fase             | Oponente    | 1º jogo | 2º jogo | Total |
| ---------------- | ----------- | ------- | ------- | ----- |
| Primeira fase    | Zürich      | 2–0 (C) | 3–0 (F) | 5–0   |
| Segunda fase     | Nantes      | 3–1 (F) | 3–1 (C) | 6–2   |
| Quartas de final | Vojvodina   | 0–1 (F) | 2–0 (C) | 2–1   |
| Semifinal        | Dukla Praga | 3–1 (C) | 0–0 (F) | 3–1   |

O Celtic se classificou para a Liga dos Campeões depois de vencer a Scottish Premier League da temporada 1965-66, esse foi seu 21º título, por dois pontos sobre os Rangers. O Celtic entrou na primeira rodada, onde enfrentaram o suíço Zürich. Celtic ganhou a rodada por 3-0. [carece de fontes?]
O Celtic enfrentou o francês Nantes na segunda rodada, e venceu a rodada por 3-1.[carece de fontes?]
O Celtic enfrentou o Jugoslávio (agora sérvio) Vojvodina Novi Sad nas quartas-de-final e perdeu o primeiro jogo por 1-0; Esta foi a única derrota do Celtic na competição. Mas no jogo de volta o Celtic venceu por 2-0 e conseguir se classificar pra próxima fase. 
Nas semi-finais, o checoslovaco Dukla Praga foi derrotado por 3-1 em Glasgow e empatou por 0-0 em Praga, o que significou que o Celtic avançou para a final. 

### Inter de Milão
| Fase             | Oponente              | 1º jogo      | 2º jogo      | Total        |
| ---------------- | --------------------- | ------------ | ------------ | ------------ |
| Primeira fase    | FC Torpedo de Moscovo | 1–0 (C)      | 0–0 (F)      | 1–0          |
| Segunda fase     | Vasas                 | 2–1 (C)      | 2–0 (F)      | 4–1          |
| Quartas de final | Real Madrid           | 1–0 (C)      | 2–0 (F)      | 3–0          |
| Semifinal        | CSKA Sófia            | 1–1 (F)      | 1–1 (C)      | 2–2          |
| Play-off         | CSKA Sófia            | 1–0 (neutro) | 1–0 (neutro) | 1–0 (neutro) |

A Inter de Milão venceu a Série A de 1965-66, foi seu décimo título. Como resultado, eles se qualificaram para a Liga dos Campeões. Seus oponentes da primeira rodada foram os soviéticos Torpedo Moscou. A Inter de Milão venceu o primeiro jogo por 1-0 e empatou por 0-0 na Rússia. 
Seus oponentes da segunda rodada foram os húngaros Vasas, a Inter de Milão venceu por 2-1 em casa e por 2-0 na Hungria na volta.
A Inter de Milão venceu o seis vezes campeões Real Madrid nas quartas-de-final. a Inter de Milão ganhou por 1-0 em casa e derrotou o Real Madrid por 2-0 na Espanha.
Nas semi-finais a Inter de Milão enfrentou o búlgaro CSKA Sófia. A Inter de Milão empatou em 1-1 em casa e por 0-0 na Búlgaria, foi necessário o terceiro jogo em Bologna para definir a eliminatoria. O jogo foi vencido por 1-0 pela Inter de Milão, graças a um gol de Cappellini, selando o lugar dos italianos na final.  

## O Jogo

### Antes
Inter de Milão venceu a Taça dos Clubes Campeões Europeus em duas das três temporadas anteriores, 1964 e 1965. Inter de Milão era muito conhecido por usar uma tática defensiva, o Catenaccio, o que significava que eles ganhavam muitas partidas por poucos gols. Seu treinador, Helenio Herrera, era o mais pago na Europa e foi considerado o catalisador do seu sucesso. 
Por outro lado, o Celtic era um time atacante. Antes do jogo, o treinador, Jock Stein, disse que "Celtic será o primeiro time a levar a taça para à Grã-Bretanha... vamos atacar como nunca antes atacamos" 
Um dos jogadores mais importantes do Celtic, o atacante Joe McBride acabou perdendo a partida. Ele sofreu uma lesão no joelho e sua última partida da temporada foi em 24 de dezembro de 1966. Ele estava em tão boa forma no Celtic que, apesar de perder metade da temporada, McBride terminou como o melhor marcador da Escócia naquele ano com 35 gols em 26 jogos.
Tanto a Inter de Milão quanto o Celtic estavam jogando bem em seus paises. Poucos dias antes da final, a Inter de Milão estava à beira de ganhar um triplo histórico, mas as derrotas em seus dois últimos jogos os derrubaram nas meias-finais da Coppa Italia e custaram-lhes o Scudetto. A Taça dos Campeões Europeus era a última chance deles se redimirem na temporada. Já o Celtic chegou à final já tendo conquistado a Primeira Divisão, a Copa Escocesa e a Copa da Liga da Escócia.  

### Resumo do Jogo
a Inter de Milão teve o primeiro ataque da partida com Renato Cappellini correndo pela ala e cruzando para Sandro Mazzola, cuja cabeçada foi facilmente defendida pelo goleiro Ronnie Simpson. A Inter de Milão sofreu um pênalti logo após. Jim Craig derrubou Cappellini na área, Mazzola converteu o pênalti e colocou a Inter de Milão na frente do placar depois de apenas seis minutos de jogo. 
Uma vez que assumiram a liderança da partida, a Inter de Milão recuou de volta ao seu estilo defensivo, o que permitiu que o Celtic atacasse. No entanto, eles lutaram para passar pela parede defensiva da Inter de Milão e foram restritos a chutes de fora da área. Bertie Auld chutou no travessão, em seguida, um cruzamento de Jimmy Johnstone foi defendido por Giuliano Sarti, a bola voltou para Jimmy Johnstone que cabeceou no travessão mais uma vez. O Celtic continuou atacando os italianos.
Apesar da incapacidade do Celtic de superar a defesa de seus oponentes, eles estavam no controle total da partida e a Inter de Milão não conseguiu atacar. a Inter de Milão não teve outra chance desde o seu gol, enquanto o Celtic se viu frustrado por uma atuação excepcional do goleiro Sarti.
Após pouco mais de uma hora, Gemmell finalmente conseguiu igualar o jogo para o Celtic quando Craig passou para ele da ala direita e ele marcou com um poderoso chute. O equilíbrio do jogo manteve-se o mesmo, a Inter de Milão defendendo profundamente contra o ataque do Celtic. Com cerca de cinco minutos restantes, um tiro de longo alcance de Bobby Murdoch foi desviado por Stevie Chalmers e acabou passando por Sarti. Esse acabou sendo o gol da vitória.

### Detalhe
| 25 de Maio de 1967 | Celtic                     | 2 – 1 | Inter de Milão    | Estádio Nacional, Lisboa                  |
|                    | Gemmell 63' · Chalmers 84' |       | Mazzola 7' (pen.) | Público: 45,000 Árbitro: Kurt Tschenscher |

| Celtic | Internazionale |

| GL         | 1  | Ronnie Simpson    |
| LE         | 3  | Tommy Gemmell     |
| ZC         | 6  | John Clark        |
| ZC         | 5  | Billy McNeill (c) |
| LD         | 2  | Jim Craig         |
| VL         | 4  | Bobby Murdoch     |
| VL         | 10 | Bertie Auld       |
| EE         | 11 | Bobby Lennox      |
| ATA        | 8  | Willie Wallace    |
| ATA        | 9  | Stevie Chalmers   |
| ED         | 7  | Jimmy Johnstone   |
| Manager:   |    |                   |
| Jock Stein |    |                   |

| GL              | 1  | Giuliano Sarti     |
| ZE              | 2  | Tarcisio Burgnich  |
| ZC              | 6  | Armando Picchi (c) |
| ZD              | 3  | Giacinto Facchetti |
| VL              | 5  | Aristide Guarneri  |
| EE              | 7  | Angelo Domenghini  |
| MC              | 8  | Sandro Mazzola     |
| MC              | 4  | Gianfranco Bedin   |
| MC              | 10 | Mauro Bicicli      |
| ED              | 11 | Mario Corso        |
| ATA             | 9  | Renato Cappellini  |
| Manager:        |    |                    |
| Helenio Herrera |    |                    |

## Pós-jogo
Após o apito final, houve uma invasão de campo pelos torcedores do Celtic, o que significava que não poderia ser entregue o troféu ao Celtic no campo. Alguns dos jogadores escocêses também tiveram suas camisas tomadas por torcedores. O capitão Billy McNeill teve que ser conduzido ao redor do estádio por guardas armados para receber o troféu em um pódio.
A perda da Inter de Milão na final é considerada a queda de "A Grande Inter", o maior período de sucesso na história do clube. Eles haviam sido uma das melhores equipas da Europa nos últimos três anos, no entanto, não conseguiram se recuperar da temporada ruim em que perderam para o Celtic, bem como em suas duas competições nacionais. Na temporada seguinte Helenio Herrera, o treinador que foi considerado o catalisador do seu sucesso, deixou o clube.
O estilo de ataque do Celtic contra o catenaccio de Inter de Milão foi vista como uma vitória para o futebol. O treinador da Inter de Milão, Helenio Herrera, disse que "não podemos reclamar. O Celtic mereceu sua vitória. Nós fomos espancados pela força do Celtic. Apesar de perdermos, a partida foi uma vitória para o esporte". enquanto um funcionário português disse: "Este jogo de ataque, esse é o verdadeiro significado do futebol. Este é o verdadeiro jogo". O jornal português, Mundo Desportivo , disse: "Era inevitável. Mais cedo ou mais tarde, o Inter de Herrera, o Inter do catenaccio, de futebol negativo, de vitórias margras, teve que pagar por sua recusa em jogar um futebol divertido".
O treinador do Celtic, Jock Stein, recebeu os elogios depois da final. O treinador do Liverpool, Bill Shankly, disse-lhe após o jogo, "John, você é imortal agora". Depois dessa partida, um stand recebeu o nome dele no Celtic Park. Stein também recebeu o Comandante da Ordem do Império Britânico. Stein é considerado por muitos, incluindo Alex Ferguson, o maior treinador escocês de todos os tempo, com sua vitória na final sendo uma das principais razões para isso.  
A equipe do Celtic desse ano também recebeu muito reconhecimento. Eles se tornaram conhecidos como Leões de Lisboa e são amplamente considerados o maior time da história do Celtic. Todos os jogadores do Celtic nasceram dentro de um raio de 30 milhas de Glasgow. Eles também ganharam o Prêmio da Equipa de Esportes do Ano da BBC em 1967. 